# Сергиево-Казанский храм (Краснообск)
Сергиево-Казанский храм — храм Новосибирской епархии Русской православной церкви, освящённый в 2012 году. Расположен на Западной улице в Краснообске (Новосибирская область).

## История
Православный приход в честь Казанской иконы Божией Матери был создан ещё в 1992 году. Для первых богослужений арендовалось помещение одного из институтов Сибирского отделения РАСХН, расположенного в Краснообске.
В 1995 году был задокументирован проект каменного храма в русско-византийском стиле с пятью куполами и шатровой колокольней.
В 1996 году началась постройка, а в мае 1997 года в основании строящегося храма был освящен закладной камень.
Строительство велось в течение 16 лет, лишь в 2012 году Сергиево-Казанский храм был освящён.
В 2017 году приход отметил собственное двадцатипятилетие. Праздничную литургию в Сергиево-Казанском храме возглавлял Митрополит Новосибирский и Бердский Тихон. Празднование продолжилось в Доме ученых, в котором выступили воспитанники и певчие воскресной школы Сергиево-Казанского храма, новосибирский камерный хор «Кантилена», молодёжный хор Православной гимназии во имя преподобного Сергия Радонежского и различные творческие сообщества Краснообска.

## Образовательная деятельность
При приходе имеется воскресная школа для детей и взрослых.

## Периодические издания
Приход издаёт иллюстрированный журнал «Православная семья».

## Священники храма
- Александр Реморов — митрофорный протоиерей, настоятель храма.
- Андрей Ромашко — протоиерей, председатель приходского собрания.
- Николай Фокин — протоиерей.
- Евгений Богданчиков — иерей.
- Иоанн Реморов — иерей.
- Александр Кабанцев — диакон.

## Галерея

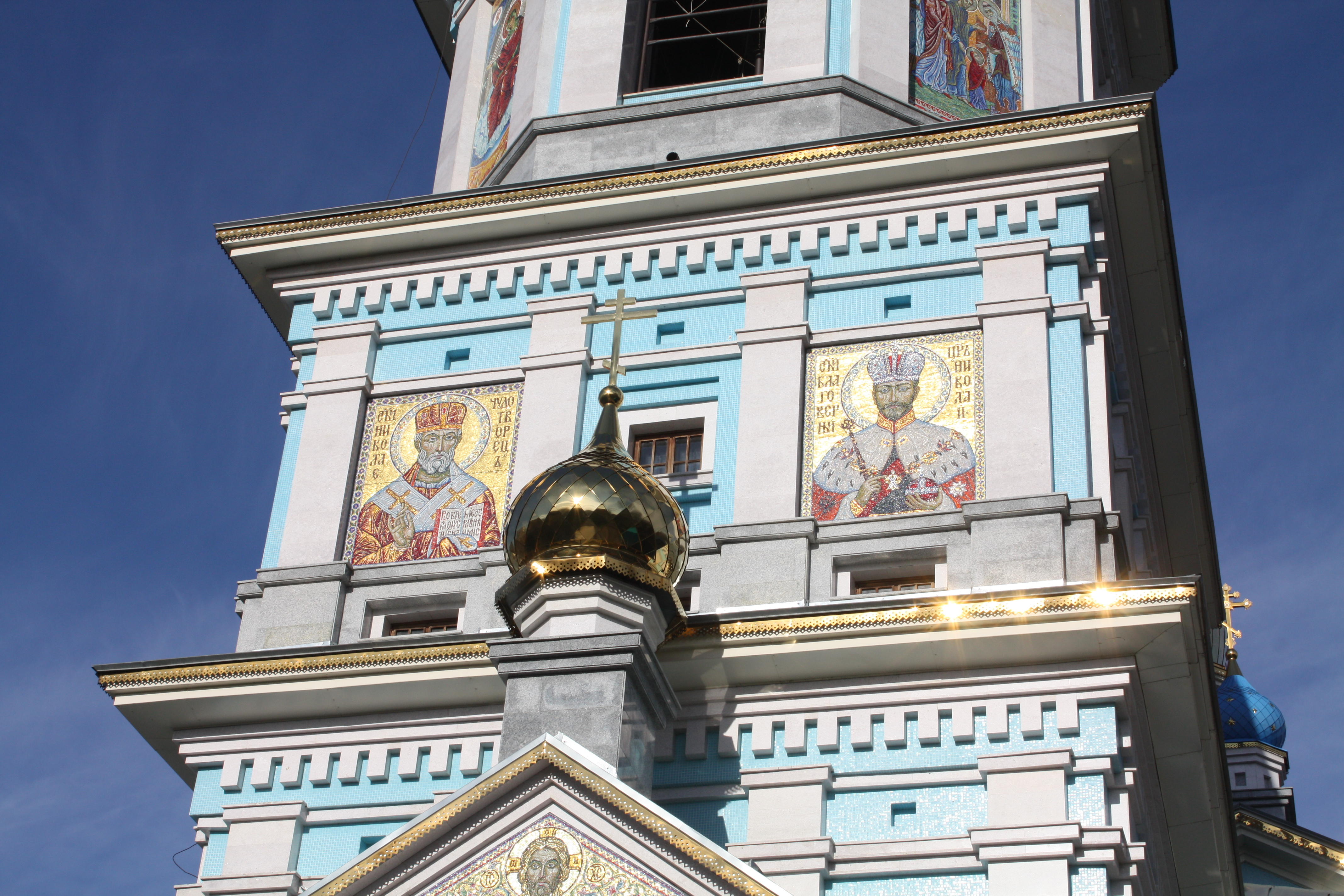
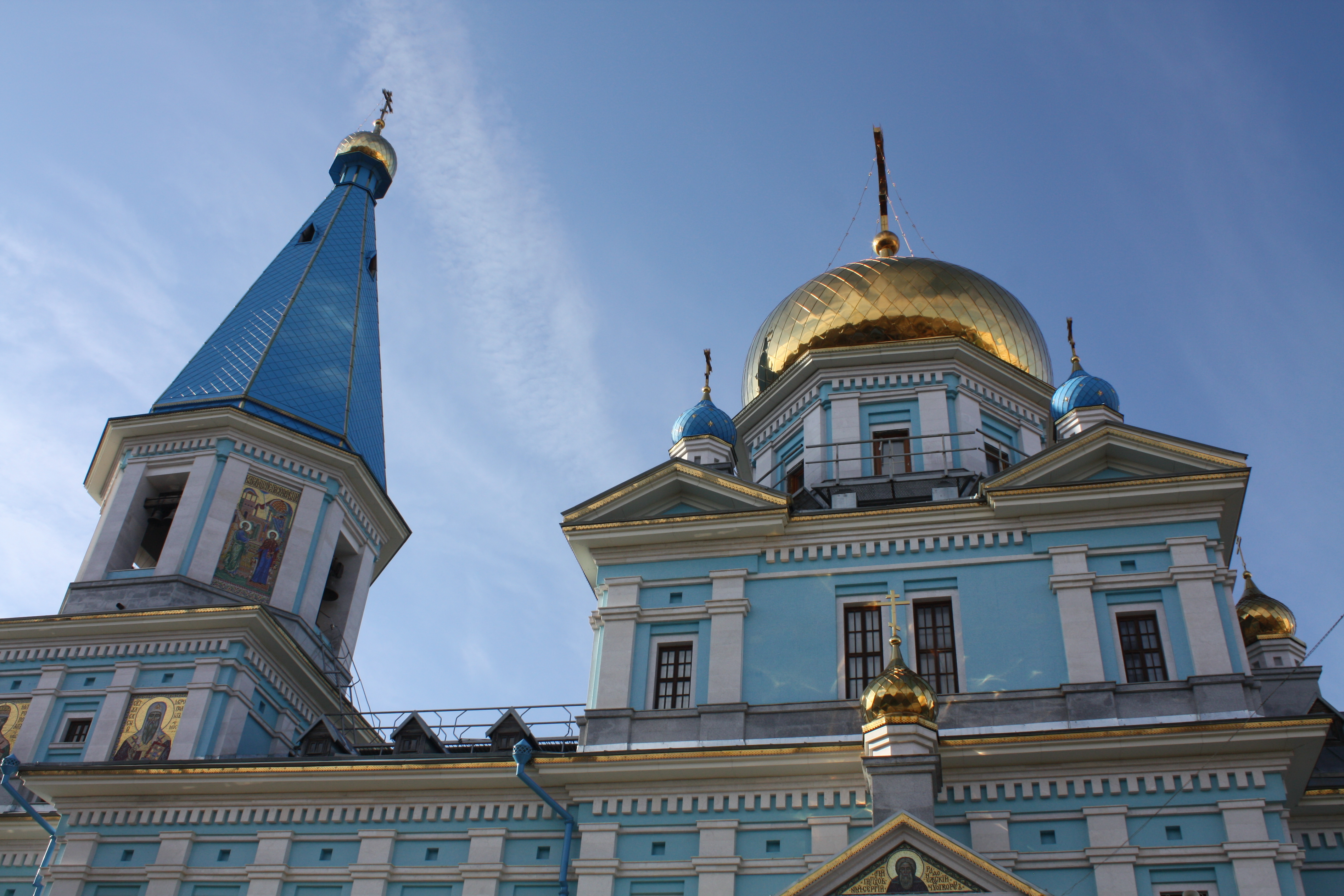
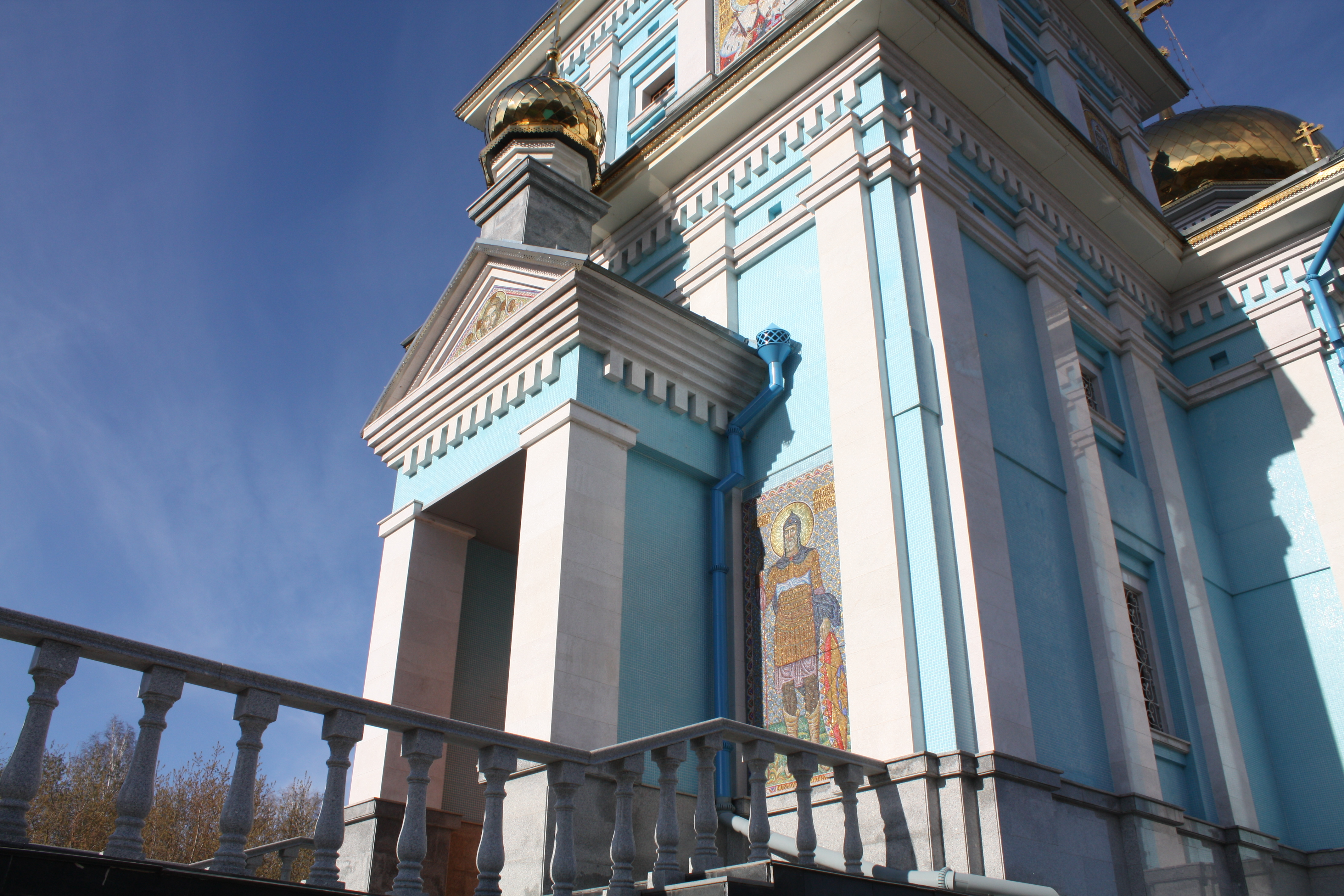